# Cuiabá Paulista
Cuiabá Paulista é um distrito do município brasileiro de Mirante do Paranapanema, no interior do estado de São Paulo.

## História

### Origem
A intenção inicial do Sr. Kosuke Endo, quando comprou a Fazenda Cuiabá e implementou a sua colonização, era formar uma cidade com o nome Aracaúna, contudo optou por conservar o nome Cuiabá para o povoado, acrescentado apenas o "Paulista" para diferenciar a vila da cidade de Cuiabá, capital de Mato Grosso.

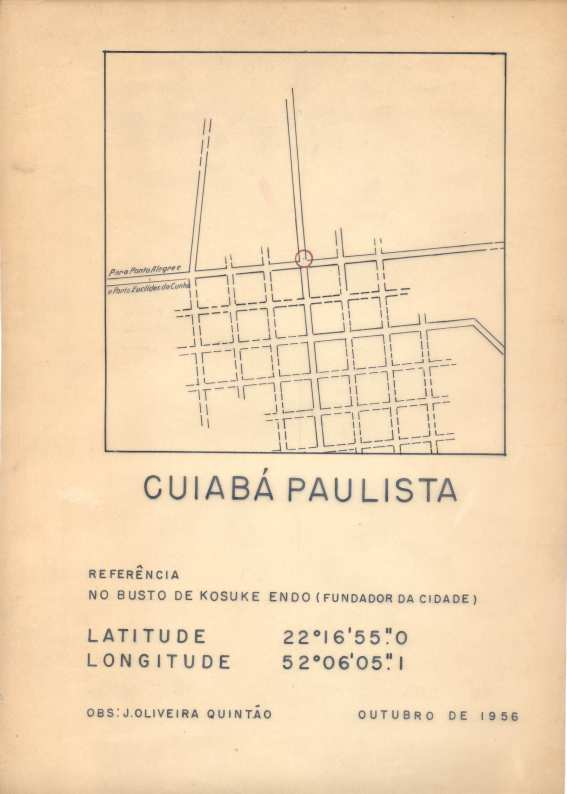
Croqui da área urbana original.

### Formação administrativa
- Distrito criado pela Lei n° 2.456 de 30/12/1953, com sede no povoado de Cuiabá e com território desmembrado dos distritos de Costa Machado e Marabá Paulista[3][4].

### Pedido de emancipação
O distrito tentou a emancipação político-administrativa e ser elevado à município, através de processo que deu entrada na Assembléia Legislativa do Estado de São Paulo no ano de 1958, mas como não atendia os requisitos necessários exigidos por lei para tal finalidade o processo foi arquivado.

## Geografia

### Localização
Localiza-se a aproximadamente 23 quilômetros de Mirante do Paranapanema e a 628 quilômetros da capital do estado.

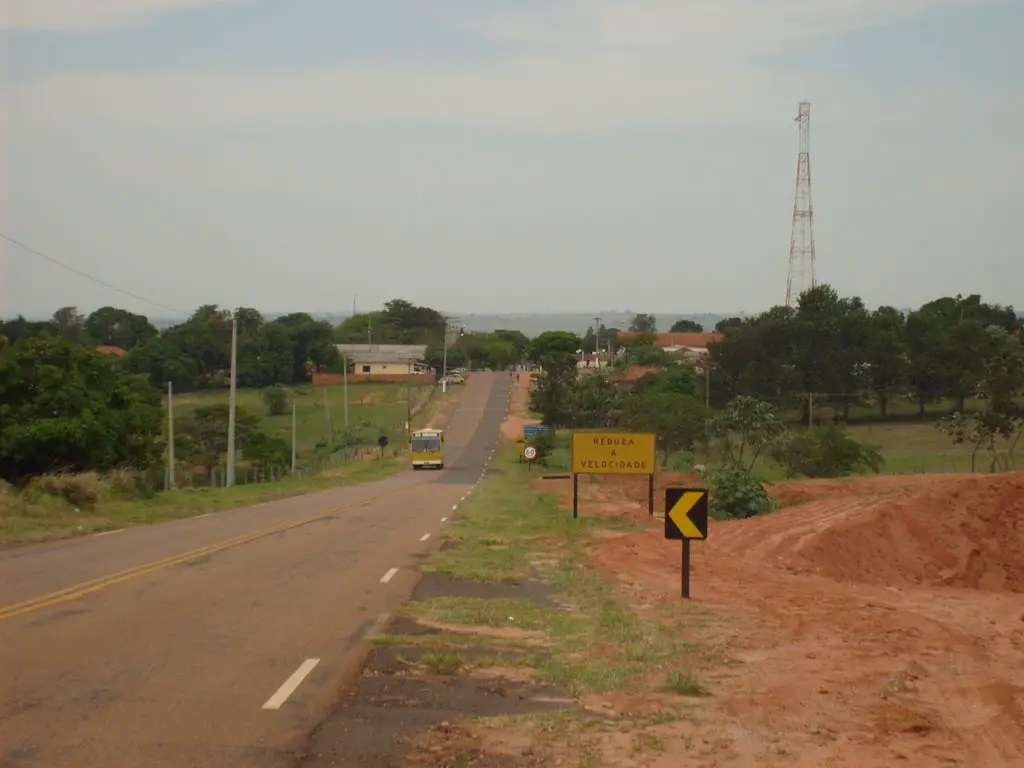
Entrada de Cuiabá Paulista.

### Demografia

#### População urbana
| Crescimento população urbana | Crescimento população urbana | Crescimento população urbana | Crescimento população urbana |
| Censo                        | Pop.                         |                              | %±                           |
| ---------------------------- | ---------------------------- | ---------------------------- | ---------------------------- |
| 1960                         | 982                          |                              | —                            |
| 1970                         | 884                          |                              | −10,0%                       |
| 1980                         | 1 260                        |                              | 42,5%                        |
| 1991                         | 1 397                        |                              | 10,9%                        |
| 2000                         | 949                          |                              | −32,1%                       |
| 2010                         | 828                          |                              | −12,8%                       |
| Fonte: IBGE e Fundação SEADE |                              |                              |                              |

#### População total
Pelo Censo 2010 (IBGE) a população total do distrito era de 3 325 habitantes.

### Área territorial
A área territorial do distrito é de 531,412 km².

### Rodovias
Os principais acessos ao distrito são a Rodovia Olímpio Ferreira da Silva (SP-272) e a Rodovia Euclides de Oliveira Figueiredo (SP-563).

## Serviços públicos

### Registro civil
Atualmente é feito na sede do município, pois o Cartório de Registro Civil das Pessoas Naturais do distrito foi extinto pelo  Tribunal de Justiça do Estado de São Paulo, e seu acervo foi recolhido ao cartório do distrito sede.

### Transportes
Apenas uma empresa de transporte rodoviário serve o distrito (Empresa de Transportes Andorinha), que interliga o distrito à sua sede e demais cidades vizinhas.

### Saneamento
O serviço de abastecimento de água é feito pela Companhia de Saneamento Básico do Estado de São Paulo (SABESP).

### Energia
A responsável pelo abastecimento de energia elétrica é a Neoenergia Elektro, antiga CESP.

### Comunicações
No setor de telefonia o distrito era atendido pela Telecomunicações de São Paulo (TELESP), que inaugurou a central telefônica utilizada até os dias atuais. Em 1998 esta empresa foi vendida para a Telefônica, que em 2012 adotou a marca Vivo para suas operações.  
O distrito alcançou recentemente um importante instrumento de comunicação local, a permissão do Ministério da Ciência, Tecnologia, Inovações e Comunicações para o funcionamento e transmissão de uma rádio local. Trata-se da Rádio Inovação FM, um órgão comunitário de imprensa da Associação Comunitária de Comunicação Inovação FM, criada em setembro de 2010 pelo jornalista Elias Gonçalves da Rocha.

## Símbolos

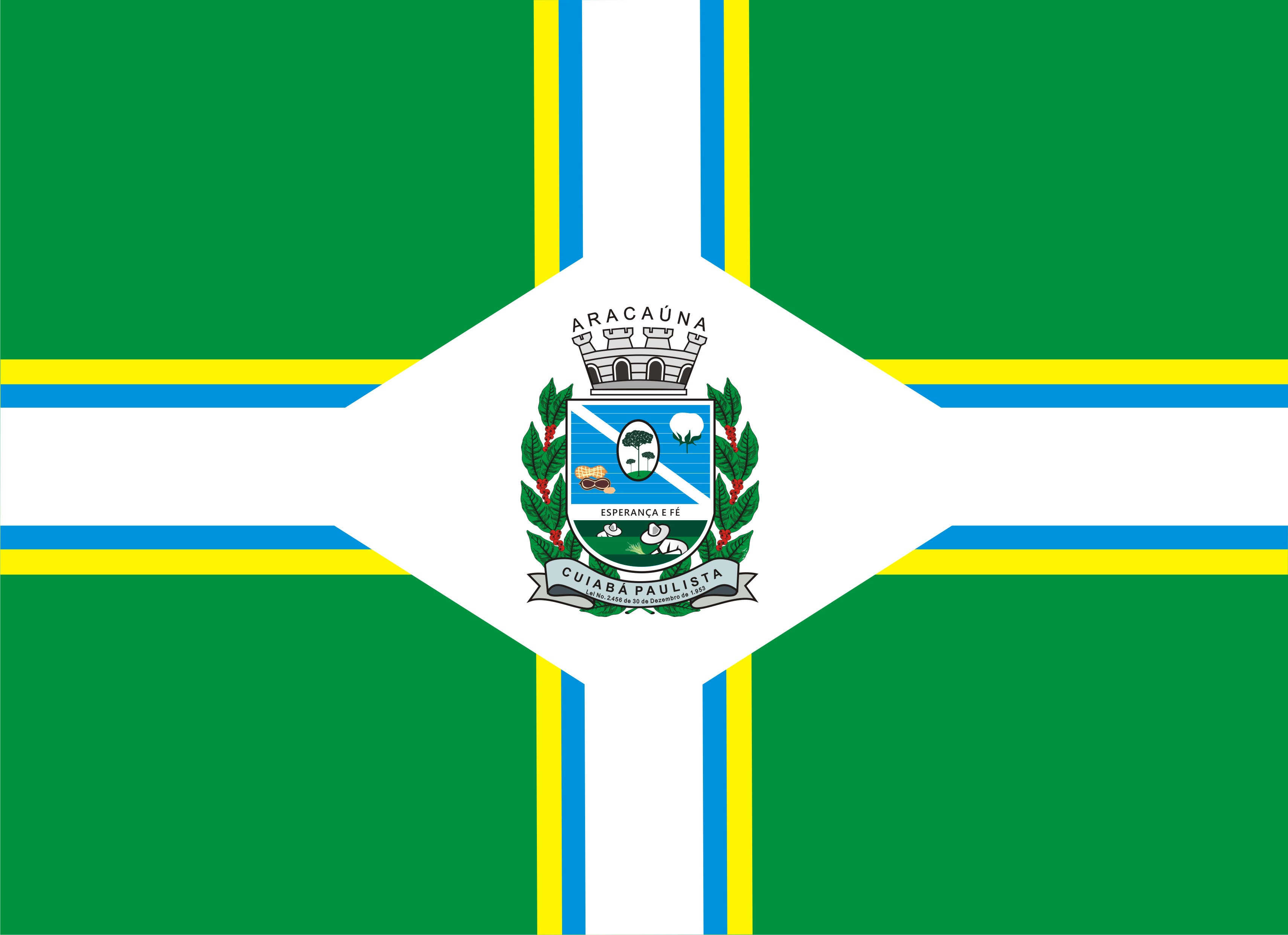
Bandeira de Cuiabá Paulista.

### Bandeira e brasão
Foi instituído, por intermédio da Lei nº 2.405 de 07 de novembro de 2017, os símbolos do distrito de Cuiabá Paulista.
O projeto que proporcionou a identificação desta comunidade tramitou na Câmara Municipal de Mirante do Paranapanema como Projeto de Lei nº 65/2017, de autoria do vereador Aparecido de Souza Santana (PSD).
Posteriormente aprovado e promulgado pelo executivo, representado pelo prefeito Átila Dourado, que acabou por instituir o brasão e a bandeira de Cuiabá Paulista, representações criadas e idealizadas pelo publicitário William Tadioto de Gouvêa de Presidente Prudente e o jornalista Elias Gonçalves da Rocha.

## Atividades econômicas
A economia do distrito é baseada na agricultura e pecuária.

## Religião
O Cristianismo se faz presente no distrito da seguinte forma:

### Igreja Católica
- A igreja faz parte da Diocese de Presidente Prudente[19].

### Igrejas Evangélicas
- Assembleia de Deus - O distrito possui uma congregação da Assembleia de Deus Ministério do Belém, vinculada ao Campo de Presidente Prudente[20][21].
- Congregação Cristã no Brasil[22].